# Jawornik (potok)
Jawornik (niem.: Ziegelgraben) – potok górski, prawy dopływ Nysy Kłodzkiej o długości 8,17 km.
Potok ten płynie w Sudetach Środkowych w Kotlinie Kłodzkiej w województwie dolnośląskim. Wypływa z południowego zbocza Szyndzielni w Górach Bardzkich, na wysokości około 350 m n.p.m., płynąc następnie wzdłuż pół i łąk, częściowo skrajem terenów wojskowych. W jego wschodnim biegu znajduje się staw, a na brzegach glinianki pozostałości dawnej cegielni. W środkowym biegu przepływa przez willowe osiedle - im. Henryka Sienkiewicza, zaś przed ujściem do Nysy Kłodzkiej jego koryto jest zakryte i płynie on kanałem. Potok ten uchodzi na wysokości około 285 m n.p.m. w rejonie dworca autobusowego w Kłodzku. Jego całkowita długość wynosi około 2,1 km.